# Роккасё
Роккасё (яп. 六ヶ所村 Роккасё-мура) — село в Японии, находящееся в уезде Камикита префектуры Аомори. Площадь села составляет 253,01 км², население — 10 729 человек (1 августа 2014), плотность населения — 42,41 чел./км².

## Географическое положение
Село расположено на острове Хонсю в префектуре Аомори региона Тохоку. С ним граничат город Мисава, посёлки Нохедзи, Иокогама, Тохоку и село Хигасидори.

## Население
Население села составляет 10 729 человек (1 августа 2014), а плотность — 42,41 чел./км². Изменение численности населения с 1980 по 2005 годы:
| 1980 | 11 104 чел. |  |
| 1985 | 11 003 чел. |  |
| 1990 | 10 071 чел. |  |
| 1995 | 11 063 чел. |  |
| 2000 | 11 849 чел. |  |
| 2005 | 11 401 чел. |  |

## Символика
Деревом села считается Pinus thunbergii, цветком — Hemerocallis dumortieri, птицей — орлан-белохвост.